# Pardosa mubalea
Pardosa mubalea là một loài nhện trong họ Lycosidae.
Loài này thuộc chi Pardosa. Pardosa mubalea được Carl Friedrich Roewer miêu tả năm 1959.